# Miconia hyperprasina
Miconia hyperprasina är en tvåhjärtbladig växtart som beskrevs av Charles Victor Naudin. Miconia hyperprasina ingår i släktet Miconia och familjen Melastomataceae. Inga underarter finns listade i Catalogue of Life.